# Атритор

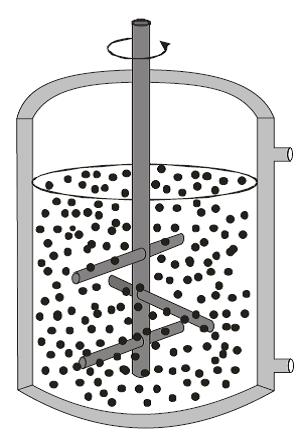
Принцип роботи атритора

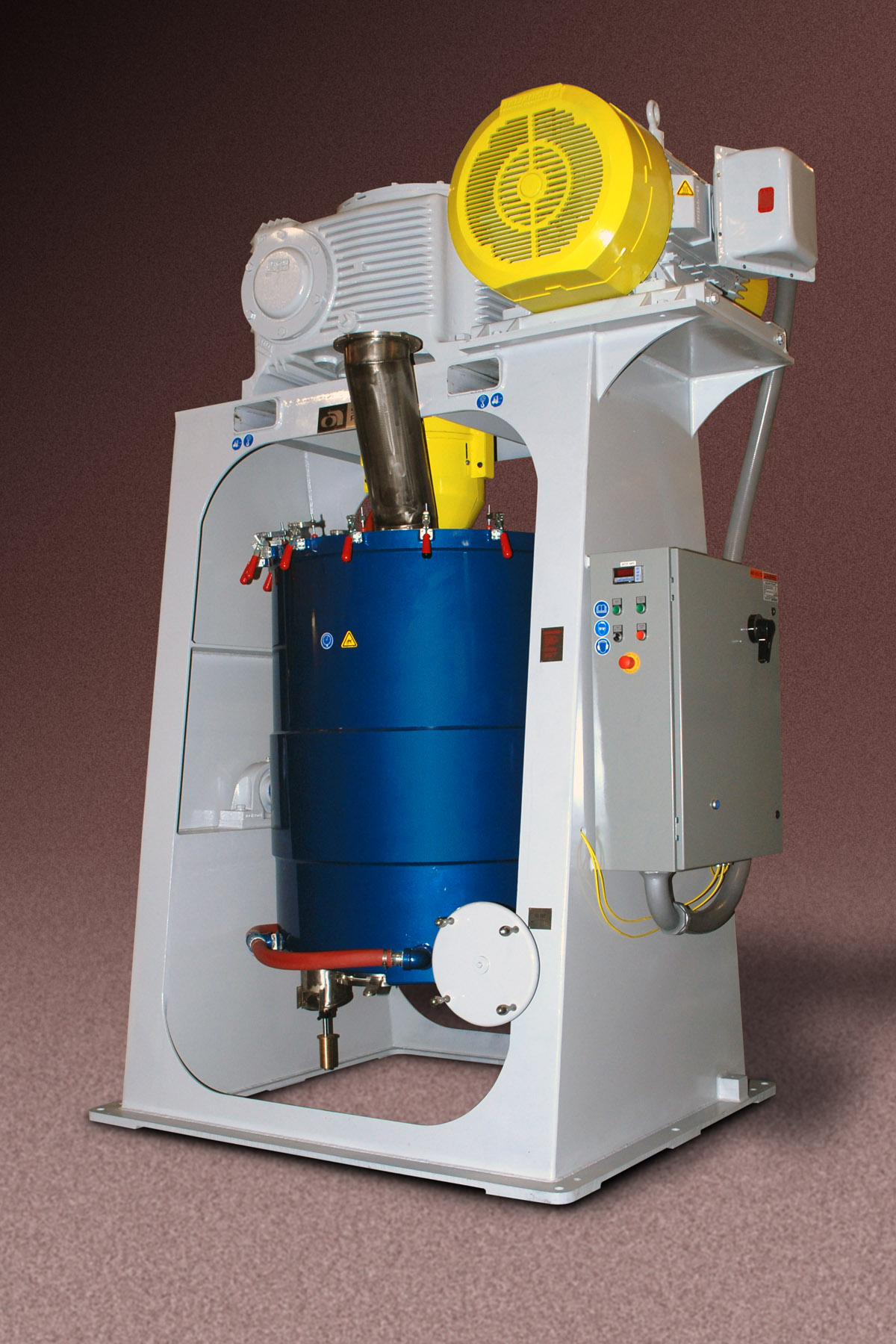
Атритор виробництва Union Process, Inc.

Атри́тор (англ. attritor) — пристрій для механічного подрібнення, змішування і агломерації декількох різнорідних матеріалів.

## Конструкція
Конструктивно атритор має вигляд вертикального нерухомого бункера, в середині якого розташована вертикальна лопатева мішалка. У бункер завантажено кульки з твердих матеріалів (сталі, твердих сплавів, кераміки тощо).

## Принцип роботи
Гребні лопаті мішалки при обертанні змушують циркулювати розмельні кулі по всьому об'єму атритора. Частота обертання становить 75…450 об/хв при діаметрі кульок 3…9 мм і 400…1800 об/хв при діаметрі кульок 1…3 мм. Завдяки стиральній і ударній дії кульок матеріал, що подається в барабан інтенсивно перетирається. Подрібнення здійснюють у рідкому середовищі або захисній атмосфері.
Подрібнений порошок відсмоктується з атритора через сепаратор, який повертає великі частки на домелювання, осаджується з пилоповітряної суміші в циклоні і збирається в бункері, звідки вивантажується через шлюзовий затвор безперервно або періодично. Запилене повітря по системі трубопроводів вентилятором повертається у бункер.

## Використання
Перевага атритора — висока рівномірність розподілу часток порошку за розмірами.
Атритори використовують для утворення сумішей порошків і виробництва дисперсних і ультрадисперсних порошкових сумішей із пластичних і крихких матеріалів а також, при механічному легуванні.